# Speciální čarodějnický díl XXI
Speciální čarodějnický díl XXI (v anglickém originále Treehouse of Horror XXI) je 4. díl 22. řady (celkem 468.) amerického animovaného seriálu Simpsonovi. Scénář napsal Joel H. Cohen a díl režíroval Bob Anderson. V USA měl premiéru dne 7. listopadu 2010 na stanici Fox Broadcasting Company a v Česku byl poprvé vysílán 2. června 2011 na stanici Prima Cool.

## Děj
Díl je rozdělen na tři části: Vojny a hry (War and Pieces), Master a mrtvola (Master and Cadaver) a Sosání (Tweenlight).

### Úvod
Profesor Frink varuje před hrůzami tohoto dílu. Ve své televizi přetočí tento díl až na konec, čímž všem zkazí divácký zážitek, a ovladačem se „přetočí“. Zestárne a nakonec z něj zbude jen prach. Ovladač si pak vezme Frankenstein.

### Vojna a hry
Bart a Milhouse hrají videohru. Marge se ale jejich hra nelíbí. Vezme je na půdu a řekne jim, ať si zahrají nějakou stolní hru. Bart tam objeví nějakou, kterou ještě nikdy neviděl. Jmenuje se Satanova cesta. Jakmile začnou hrát, země se zatřese a hra do sebe vtáhne ostatní stolní hry. Pak na půdu přijede lokomotiva. Dům se zhroutí a oni zjistí, že všechny hry ožily. Selma za tajemnými dveřmi najde Kanga. Líza Bartovi poradí, jak vše vrátit zpět. Podle návodu ke hře musí všechny ostatní hry dohrát. Milhouse při tom zemře. Bartovi se podaří hry dohrát a ty se vrátí zpět. I Milhouse znovu žije. Pak najednou hrají opravdovou šibenici. Oba už mají kolem krku oprátku a mohou hádat poslední písmeno. Milhouse zkusí číslo 3. Bart mu vynadá, že to ani není písmeno.

### Master a mrtvola
Homer a Marge jsou na dovolené na jachtě v nezmapovaných vodách. V dáli se objeví loďka a na ní vesluje nějaký člověk. Oni se rozhodnou ho zachránit, i když Homerovi se moc nechce. Trosečník jim řekne, že se jmenuje Roger. Býval kuchařem na lodi Albatros. Majitel lodi si jednou večer poručil koláč. Rogerův zaměstnavatel chtěl koláč otrávit, ale on si toho všiml. Byl přemožen. Když se probral, všichni na palubě byli mrtví. Opustil loď a po několika dnech narazil na loď Homera a Marge. Homer Rogerovi nevěří, myslí si, že lidi na Albatrosu otrávil on.
Roger jim jako poděkování upekl koláč. Homer koláč hodí do moře, protože si myslí, že je otrávený. Marge mu nevěří, ale pak si všimne mrtvého žraloka v moři. Zabijí tedy Rogera a strčí ho do moře. Večer doplují k Albatrosu. Tam přijdou na to, že Roger to neudělal. V tom se tam ale Roger zjeví. Vysvětlí jim, že žraloka nezabil koláč, nýbrž nafta, co jim teče z lodi. Homer ho ale i tak zabije harpunou.
Na lodi se pak probudí jeden z pasažérů. Řekne jim, že nejsou otráveni, protože všichni dostali protijed. Homer na té lodi všechny zabije. Marge s tou vinou ale nemůže žít, a tak sní ten otrávený koláč.

### Sosání
Před školou čekají děvčata na Edmunda, slavnou osobnost. Líza uzná, že je hezký, ale myslí si, že jí si stejně nevšimne. V tom se ke škole přiřítí školní autobus. Otto uvnitř se diví, proč má ve své ložnici volant. Autobus se řítí přímo na Lízu. Edmund ji zachrání a vezme ji do lesa. Tam jí prozradí, že je upír.
Večer má přijít Edmund na večeři k Simpsonovým. Přijde s ním i jeho otec. K jídlu mají pečeného Flanderse. Po večeři vezme Edmund Lízu ven. Marge vyžene jejich otce, aby je našli. Najdou je na věži. Tam ho Líza přemlouvá, aby ji kousnul. Jeho otec to nejprve zamítne, ale pak to pochopí. Řekne mu, aby ho kousnul a oběma mohlo být navždy osm let. To ale Líza odmítá. Už je ale pozdě, Edmundova krvežíznivost převládla. Homer popadne kříž na zdi a chce s ním zabít Edmunda. Jeho otec ho ale zastaví. Ve chvilce nepozornosti Edmund chce znovu kousnout Lízu. Homer nastaví svůj krk a oba ho kousnou. Má ale v krvi hodně cholesterolu a oba umřou. Z Homera se však stává upír. Myslí si, že může létat. Vyskočí tedy z okna, ale je příliš těžký a pádem se zabije.

## Produkce
Epizodu napsal Joel H. Cohen a byla to jeho první samostatná scenáristická práce na Speciálním čarodějnickém dílu. Předtím napsal část Váda s vědmou Speciálního čarodějnického dílu 13. řady. Režie dílu se ujal Bob Anderson, jednalo se o jeho třetí Speciální čarodějnický díl, prvními dvěma byly Speciální čarodějnické díly epizody 7. a 20. řady. Daniel Radcliffe, hvězda filmové série o Harrym Potterovi, hostoval v roli Edmunda ve třetí části dílu, jež parodovala románovou a filmovou sérii Stmívání. Radcliffe řekl, že je fanouškem pořadu a hostování v hlavní roli je pro něj „obrovskou ctí. Halloweenská epizoda se v Simpsonových stala velkou tradicí, takže jsem velmi rád, že se jí mohu zúčastnit. Byly doby, kdy mi bylo 12 nebo 13 let a 50 % všeho, co jsem věděl o světě, pocházelo ze Simpsonových, takže je to velká událost.“ Hugh Laurie z Černé zmije a Dr. House hostoval jako Roger v části Master a mrtvola.
Epizoda byla odvysílána 7. listopadu 2010, a stala se tak desátým Speciálním čarodějnickým dílem, jenž byl odvysílán po halloweenu. Předchozí epizoda byla odvysílána 18. října.

## Kulturní odkazy
Úvodní část končí parodií na úvodní titulky seriálu Kancl, v níž se objevují různá monstra. Děj Vojny a her odkazuje na film Jumanji. Mezi deskové hry, na které se odkazuje, patří Chutes and Ladders a Mouse Trap. Milhouseova smrt, kdy se pustí římsy a potopí se do vody, je odkazem na smrt Jacka Dawsona ve filmu Titanic. Odpověď na hru oběšence, kterou hrají Bart a Milhouse, je Wheel of Fortune. Milhouse mlátí hlavou o sloup a říká „Blbý, blbý, blbý!“, čímž odkazem na film Boogie Nights. 
Druhá část, Master a mrtvola, je založena na filmu Úplné bezvětří a název je odkazem na film Master & Commander: Odvrácená strana světa. Na konci pasáže Maggie napodobuje Alexe z filmu Mechanický pomeranč.
Sosání paroduje románovou a filmovou sérii Stmívání. Edmund je založen na Edwardu Cullenovi, postavě ztvárněné Robertem Pattinsonem ve filmu Twilight sága: Stmívání a jeho pokračováních. Edmundův otec je hrabě Drákula. V pasáži se objeví také hrabě von Count ze Sezamové ulice PBS a medvídek Yogi.

## Přijetí
V původním vysílání na stanici Fox Network získala epizoda rating Nielsenu 3,7 a 9% podíl na publiku v demografické skupině diváků ve věku 18–49 let a byla sledována přibližně v 8,2 milionu domácností. Epizoda měla o 23 % vyšší sledovanost než předchozí díl Bartball, jenž byl vysílán 10. října.
Epizoda získala smíšené kritické ohlasy, přičemž Sosání bylo obecně považováno za nejlepší pasáž. John Griffiths z Us Weekly udělil dílu tři hvězdičky a napsal, že „tři podivné příběhy se pohybují od mírně zábavných až po vyloženě inspirativní. V jednom z nich Homer a Marge v bikinách vytáhnou z moře děsivého tajemného muže. Nejzábavnější je však sledovat, jak se Líza zamiluje do zádumčivého upíra, což je trefný šťouchanec do Stmívání.“ Fred Topel ze Screen Junkies napsal: „Nejlepší vtipy ve všech dílech vlastně nejsou parodie. Jsou to kreslené fyzické komedie, narážky na všední frustrace, jako je nutnost být náprstkem při hře Monopoly. Je to také hodně krvavé. (…) Myslím, že Simpsonovi jsou od dob Simpsonových ve filmu stále na tvůrčím vzestupu a tento Speciální čarodějnický díl by obstál i s klasikami, jako jsou Kudrliny a Homer a mutanti“. Brad Trechak z TV Squad se domníval, že jde o jeden z nejlepších Speciálních čarodějnických dílů za poslední roky. Napsal: „Ze tří vinět byla první část Vojna a hry sice ne nejlepší, ale nejoriginálnější, přestože byla variací na zápletku filmu Jumanji. Na rozdíl od této knihy/filmu hra místo toho, aby se hra dostala do reálného světa, přivádí do reálného světa jiné deskové hry. Satira na tento seriál zůstává ostrá, protože žádná z her neměla stejný název jako jejich protějšky ve skutečném světě, aby se předešlo soudním sporům hračkářských firem se společností Fox. (…) Závěrečná část Sosání byla ze všech tří nejlepší. Působila o něco méně zastarale než první dvě pasáže.“.
Robert Bianco z USA Today byl k epizodě kritický a napsal: „Je možné, že (Simpsonovi) vyčerpali sérii čarodějnických dílů. Zdá se, že tři části jen sahají po vtipech, které tam nejsou, a při pokusu o ně padají. (…) Jak se od Simpsonových dá očekávat, všechny části se mohou pochlubit několika chytrými momenty, které vás přinutí k úsměvu, ne-li k smíchu. Nejsou však strašidelné, nejsou nijak zvlášť vtipné a kromě několika vlažných vtipů o Stmívání se už ani nesnaží být skutečnou parodií původních příběhů.“. Emily VanDerWerffová z The A.V. Clubu epizodu rovněž ohodnotila negativně a měla pocit, že „ve všech třech částech se objevily úsměvné momenty, ale epizoda jako celek zanechala něco, co by se dalo očekávat. První (…) se nakonec zvrhla v dlouhou šňůru většinou trapných vtipů o deskových hrách, jako by scenáristé vymýšleli slovní hříčky o deskových hrách posledních patnáct řad nebo tak něco a chtěli mít záminku, aby jich mohli vysypat hromadu najednou. Myšlenka, že si Bart a Milhouse budou hrát s deskovou hrou Ouija, byla slibná, takže když se to zvrhlo v gagy o Marge, která se nechala vtáhnout do hry Clue, bylo to zklamání. Dobrých gagů (v první části) bylo méně než v části s deskovými hrami, ale vyvážil to poměrně solidní výkon Hugha Laurieho. Poslední část, nevyhnutelná parodie na Stmívání, byla vtipná po všech stránkách, jak tím, jak si dělal legraci z filmů o Stmívání, tak tím, jak satirizoval upíří mánii. (…) Přesto to nebyl nejlepší Speciální čarodějnický díl a dalo by se tvrdit, že je nejhorší, zvlášť kdyby tam nebyla část o Stmívání.“.
Hudba Alfa Clausena k této epizodě získala nominaci na cenu Primetime Emmy Award za vynikající hudební kompozici pro seriál na 63. ročníku těchto cen.